# (523749) 2014 UR224
(523749) 2014 UR224 ist ein großes transneptunisches Objekt, das bahndynamisch als Scattered Disk Object (SDO) eingestuft wird. Aufgrund seiner Größe gehört der Asteroid möglicherweise zu den Zwergplanetenkandidaten.

## Entdeckung
2014 UR224 wurde am 26. Oktober 2014 von einem Astronomenteam auf Bildern, die im Rahmen des Pan-STARRS-Projekts am Haleakalā-Observatoriums (Maui) am 29. Oktober 2010 entstanden, entdeckt. Die Entdeckung wurde am 17. Juli 2016 von einem Astronomenteam, bestehend aus B. Gibson, T. Goggia, N. Primak, A. Schultz und M. Willman (Pan-STARRS) bekanntgegeben, der Planetoid erhielt am 25. September 2018 von der IAU die Kleinplaneten-Nummer 523749.
Der Beobachtungsbogen des Planetoiden beginnt mit der offiziellen Entdeckungsbeobachtung am 29. Oktober 2010. Seither wurde der Planetoid durch verschiedene erdbasierte Teleskope beobachtet. Im Oktober 2018 lagen insgesamt 156 Beobachtungen über einen Zeitraum von 8 Jahren vor. Die bisher letzte Beobachtung wurde im Januar 2018 ebenfalls am Pan-STARRS-Teleskop (PS1) durchgeführt. (Stand 18. März 2019)

## Eigenschaften

### Umlaufbahn
2014 UR224 umkreist die Sonne in 354,22 Jahren auf einer fast kreisförmigen Umlaufbahn zwischen 39,21 AE und 60,91 AE Abstand zu deren Zentrum. Die Bahnexzentrizität beträgt 0,217, die Bahn ist 10,70° gegenüber der Ekliptik geneigt. Derzeit ist der Planetoid 39,75 AE von der Sonne entfernt. Das Perihel durchläuft er das nächste Mal 2033, der letzte Periheldurchlauf dürfte also im Jahre 1679 erfolgt sein.
Sowohl Marc Buie (DES) als auch das Minor Planet Center klassifizieren den Planetoiden als SDO; letzteres führt ihn auch allgemein als «Distant Object».

### Größe
Derzeit wird von einem Durchmesser von 358 km ausgegangen, basierend auf einem Rückstrahlvermögen von 8 % und einer absoluten Helligkeit von 5,7 m. Ausgehend von diesem Durchmesser ergibt sich eine Gesamtoberfläche von etwa 403.000 km2. Die scheinbare Helligkeit von 2014 UR224 beträgt 21,80 m.
Da es denkbar ist, dass sich 2014 UR224 aufgrund seiner Größe im hydrostatischen Gleichgewicht befindet und somit weitgehend rund sein könnte, erfüllt er möglicherweise die Kriterien für eine Einstufung als Zwergplanet. Mike Brown geht davon aus, dass es sich bei 2014 UR224 um vielleicht einen Zwergplaneten handelt.
| Jahr                                         | Abmessungen km | Quelle   |
| -------------------------------------------- | -------------- | -------- |
| 2018                                         | 352,0          | Johnston |
| 2018                                         | 358,0          | Brown    |
| Die präziseste Bestimmung ist fett markiert. |                |          |